# Hemeroplanis scopulepes
Hemeroplanis scopulepes là một loài bướm đêm trong họ Erebidae.